# Rosario Tijeras
Rosario Tijeras és una pel·lícula colombiana basada en el llibre del mateix nom escrit per Jorge Franco. La pel·lícula es va estrenar a Colòmbia el 2005. En aquest mateix any la pel·lícula es va estrenar als EUA en l'American Film Institute Festival a Hollywood. El film també va ser nominat per al Goya a la millor pel·lícula estrangera de parla hispana.

## Sinopsi
Es tracta de la història de Rosario, que va ser violada als vuit anys pel seu padrastre i als 14 per uns veïns. Es va venjar d'un d'ells tallant-li els testicles amb unes tisores. Després es va convertir en assassina per influència del seu germà major, qui la va vendre a uns narcotraficants.

## Repartiment
- Flora Martínez - Rosario Tijeras
- Manolo Cardona - Emilio
- Unax Ugalde - Antonio
- Rodrigo Oviedo - Johnefe
- Alonso Arias - Ferney
- Carolyna Carmona - Doña Rubí
- Alex Cox - Donovan
- Catalina Aristizábal - Greta
- Helios Fernández - Vell
- Enrique Sarasola - Jutgw
- Kristina Lilley - Mamà d'Emilio
- Cristóbal Errázuriz - Papá d'Emilio
- Margarita Ortega - Mamà d'Antonio
- Luis Fernando Hoyos - Papà d'Antonio
- Carlos Andrés Cadavid - Pato
- Fabio Iván Restrepo - Taxista
- Héctor David Góomez - Maní
- Juan David Restrepo - Morsa
- Carlos Santos Córdoba - Charly
- Yuraní Zapata López - Xicota de Johnefe
- Lillibeth Echeverry - Xicota de Maní
- Mileder Gil - Xicota de Morsa
- Sandra Vanegas - Xicota de Charly
- Andrea Olerte - Amiga de Rosario
- Fernando Velázquez - Otálora
- Alex Bakalarz - Metge
- Eduardo Cárdenas Aristizábal - Obstetra
- Jaime Correa - Paramèdic
- Lina Marcela Parra - Ballarina
- Camilo Esteban Escobar Gil - Amic del Combo
- Lina Marcela Parra - Ballarina
- Henry Diaz Vargas - Duro 1
- Luis Roberto Mora - Duro 2
- Maria Teresa Goméz - Infermera
- Claudia Arbezez Riaño - Infermera 2
- Julio Cesar Bula Chavarro - Policia 1
- Giovanny Patiño - Policia 2
- Felipe Andrés Echavarría - Barman
- Vicky Salazar - Secretària
- Yesenia Alzate Zapata - Germana d'Emilio
- Juan José Cardona - Germà d'Emilio
- Oscar de Jesús Correa - Metge 2
- Victor Morales - Padrastre de Rosario
- Miguel García Hoyos - Antonio nen
- Alexander Alzate Zapata - Emilio nen
- Eliana Sánchez - Dona al bany
- Luis Alfonso Gil - Hom Nacho
- Pablo Montoya - Barman 1

## Recepció
La pel·lícula va obtenir un gran èxit de taquilla a Colòmbia.
El Canal RCN va fer una adaptació per a la televisió amb el nom Rosario Tijeras, amar es más difícil que matar, protagonitzada per María Fernanda Yépez.
En 2016 TV Azteca realitzà una versió homònima, protagonitzada per Bárbara de Regil, Antonio Gaona i José Maria de Tavira convertint-se en la producció més vista de Mèxic aquest any, aconseguint 21.1 punts de ràting en el seu capítol final, a més va aconseguir duplicar l'audiència de La candidata, gràcies a l'èxit es va confirmar una segona temporada per al primer trimestre del 2018.

## Crítica
La pel·lícula va ser molt criticada pel públic en diversos aspectes, entre ells la manca d'una estructura narrativa definida i els molts detalls omesos del llibre que no es van mostrar en la pel·lícula.
El guió tampoc deixa clar moltes intrigues que sorgeixen al llarg de la pel·lícula que sí que són resoltes en el llibre, com les causes que desencadenen la intriga principal i els diversos personatges que apareixen i desapareixen de la història sense un argument clar.

## Banda sonora

### Llista de cançons
| Núm. | Títol                | Artista (s)      | Durada |
| ---- | -------------------- | ---------------- | ------ |
| 1.   | «Rosario Tijeras»    | Juanes           |        |
| 2.   | «El Preso»           | Willson Mayoma   |        |
| 3.   | «I Feel Love»        | Adassa           |        |
| 4.   | «Rosarito»           | Bostich          |        |
| 5.   | «El Parcero»         | Parcerito        |        |
| 6.   | «The Caribbean Rave» | Pernett          |        |
| 7.   | «La Retirada»        | Lola Beltrán     |        |
| 8.   | «Aununcia Tu Muerte» | La Pestilencia   |        |
| 9.   | «Sexorcista'»        | I.R.A.           |        |
| 10.  | «El Primer Polvo»    | Roque Baños      |        |
| 11.  | «Bloodsport»         | Sneakers Pimps   |        |
| 12.  | «Arroz Con Leche»    | Los Guachiturros |        |